# Por amar sin ley
Por amar sin ley es una telenovela de drama legal mexicano producida por José Alberto Castro para Televisa en 2018. Es la adaptación de la telenovela colombiana La ley del corazón, original de la escritora Mónica Agudelo. Se estrenó por Las Estrellas el 12 de febrero de 2018 en sustitución de Caer en tentación.
El 10 de mayo de 2018, Univision reveló durante los upfront para la temporada de televisión 2018-19 que la serie se renovó para una segunda temporada. Cuyo estreno fue el 3 de marzo de 2019.

## Trama

### Temporada 1
La telenovela sigue la vida de un grupo de abogados que trabajan para la firma Vega y Asociados fundada por Alonso Vega (Guillermo García Cantú). Los personajes principales son Alejandra (Ana Brenda Contreras), Ricardo (David Zepeda) y Carlos (Julián Gil). Después de que la policía encarcela a Carlos por la muerte de una prostituta, Alejandra comienza a trabajar para Vega y Asociados y comienza a sentirse atraída por Ricardo, pero Carlos, después de ver esto, decide hacer todo lo posible para separarlos junto con la ayuda de Elena (Geraldine Bazán). Por otro lado, están Victoria (Altair Jarabo) y Roberto (José María Torre), Roberto intenta seducirla, pero ella se niega a caer en su juego, Benjamín (Pablo Valentín) y Leticia (Eva Cedeño), dos ambiciosos abogados que son amantes, Olivia (Ilithya Manzanilla) que está locamente enamorada de Leonardo (Manuel Balbi), pero él solo tiene ojos para su trabajo, Gustavo (Sergio Basañez), quien luego de una mala decisión termina su matrimonio, y Juan López (Víctor García), un abogado que admira la firma Vega y Asociados y desea obtener un puesto en ese despacho de abogados.

### Temporada 2
Las vidas de los abogados de ‘Vega y Asociados’ están en completo peligro, y deberán enfrentar el caso más complicado de sus carreras para hacer justicia por Isabel Soto y Jaime Ponce (Roberto Ballesteros), víctimas de Jacinto Dorantes (Juan Carlos Barreto) y el Ciego (Axel Ricco), prófugos de la justicia. Ambos cómplices han desatado una guerra hacia el bufete, cometiendo una serie de ataques inhumanos en contra de las familias de los abogados. Ricardo Bustamante, Alejandra Ponce, Alonso Vega, Roberto Morelli, Victoria Escalante, Gustavo Soto y Juan López se han propuesto hacer justicia y que la ley recaiga sobre los responsables.
Alejandra sufre una continua desesperación al no concretar negociar con el Ciego, quien tiene en sus manos a su padre, Jaime Ponce, tras que este se negara defender a Dorantes. Por su parte, Ricardo teme por el bienestar de su familia, y Gustavo, destruido y muerto en vida, se encuentra entre la delgada línea de cobrar venganza y hacer justicia, luego de que su esposa e hijo fueran acribillados por orden del Ciego.
En esta nueva etapa en la que los ilustres abogados buscan la justicia ante todo pronóstico, se integran al bufete; Sofía Alcocer (Kimberly Dos Ramos), abogada en derecho penal. Busca ayudar a su madre que padecer de Alzheimer; Adrián Carballo (Marc Clotet), de la rama del derecho familiar, queda fascinado ante Victoria y busca la manera de conquistarla; Javier Rivas (Marco Méndez), especialista en criminología, le es asignado el caso de las muertes de la familia de Soto; Lorena Fuentes (Alejandra García), recién graduada de la carrera, busca la rama en la que desea especializarse; y Manuel Durán (Julio Vallado), que llega al bufete a realizar sus prácticas profesionales.
La negociación del secuestro de Jaime se lleva a cabo por la intervención de Carlos Ibarra, ahora comprometido de por vida con el Ciego, tras pedirle 30 millones de pesos para el rescate, sin tener presente que él ha sido quien ejecutó el secuestro. Ricardo y Alejandra se enfrentan al círculo vicioso que los tiene separados; el tiempo, y ambos, dispuestos a luchar por lo que sienten, llevan adelante el plan de vivir juntos. Alejandra, ignorando las advertencias de no involucrarse en el caso del Ciego, y gracias a su gran sentido de la justicia, halla poco a poco las pistas para dar con los responsables del secuestro de su padre y del asesinato de Isabel y su hijo. Cada día que acontece es un grado más de peligrosidad para la firma de abogados más exitosa de México, y juntos tendrán que afrontar “La ley del más fuerte”.

## Elenco
- Ana Brenda Contreras como Alejandra Ponce
- David Zepeda como Ricardo Bustamante
- Julián Gil como Carlos Ibarra
- José María Torre como Roberto Morelli
- Sergio Basáñez como Gustavo Soto
- Altaír Jarabo como Victoria Escalante
- Guillermo García Cantú como Alonso Vega
- Pablo Valentín como Benjamín Acosta
- Ilithya Manzanilla como Olivia Suárez
- Geraldine Bazán como Elena Fernández
- Moisés Arizmendi como Alan Páez
- Manuel Balbi como Leonardo Morán
- Víctor García como Juan López
- Eva Cedeño como Leticia Jara (temporada 1)
- Azela Robinson como Paula Ruiz
- Roberto Ballesteros como Jaime Ponce
- Leticia Perdigón como Susana López
- Issabela Camil como Isabel Palacios (temporada 1)
- Arlette Pacheco como Carmen
- Magda Karina como Sonia
- Nataly Umaña como Tatiana Medina
- Lourdes Munguía como Lourdes
- Polly como Alicia
- Daniela Álvarez como Fernanda Vicencio
- Kimberly Dos Ramos como Sofía Alcocer (invitada, temporada 1; principal, temporada 2)
- Marco Méndez como Javier Rivas (temporada 2)
- Axel Ricco como Aureliano Martínez «el Ciego»
- Alejandra García como Lorena Fuentes (temporada 2)
- Mar Zamora como Nancy Muñoz (temporada 2)
- Julio Vallado como Manuel Durán (temporada 2)
- Mauricio Rousselon como Agente Raúl Quiroz (temporada 2)
- Marc Clotet como Adrián Carballo (temporada 2)
- Alejandro Tommasi como Nicolás Morelli
- Elías Campos como Jesús Rodríguez «el Chivo» (temporada 2)
- Diego Val como Ulises Sánchez «el Cuervo» (temporada 2)
- Lucía Silva como Michelle Salgado (temporada 2)

## Producción
El inicio de la producción de la primera temporada comenzó el 6 de noviembre de 2017, y concluyó en mayo de 2018. Mientras que el rodaje de la segunda temporada comenzó el 11 de junio de 2018. El 6 de diciembre de 2018 se emitió en vivo por el sitio oficial de Las Estrellas un especial titulado Consejos de abogados el cual estuvo a cargo de Víctor García, Altair Jarabo, José María Torre Hütt, David Zepeda, Kimberly Dos Ramos, Sergio Basáñez, Marco Méndez, Marc Clotet, Julio Vallado y Alejandra García.

## Audiencia
La primera temporada se estrenó el 12 de febrero de 2018 con un total de 3.1 millones de espectadores, superando así a El César serie de televisión de TV Azteca la cual promedió un total de 1.2 millones de espectadores. A pesar de haber tenido un alto índice de audiencia, se posicionó como la segunda producción más vista dentro de Las Estrellas, siendo superada por La rosa de Guadalupe que promedio un total de 3.4 millones de espectadores. Por su parte el final de la temporada emitido el 17 de junio de 2018 promedió un total de 5.81 millones de espectadores superando a su competencia por 96.28% de cuota de pantalla. La segunda temporada se estrenó el 3 de marzo de 2019 con un total de 3 millones 189 mil personas, de acuerdo a datos obtenidos por Nielsen Ibope México. Con respecto a su emisión en vivo por Internet alcanzó un total de 2.2 millones de reproducciones.

## Episodios
| Temporada | Temporada | Episodios | Episodios | Emisión original      | Emisión original    |
| Temporada | Temporada | Episodios | Episodios | Primera emisión       | Última emisión      |
| --------- | --------- | --------- | --------- | --------------------- | ------------------- |
|           | 1         | 91        | 91        | 12 de febrero de 2018 | 17 de junio de 2018 |
|           | 2         | 91        | 91        | 3 de marzo de 2019    | 5 de julio de 2019  |

## Premios y nominaciones

### Premios TVyNovelas
| Año  | Categoría                      | Nominados                                                                | Resultados |
| ---- | ------------------------------ | ------------------------------------------------------------------------ | ---------- |
| 2019 | Mejor telenovela               | José Alberto Castro                                                      | Nominado   |
| 2019 | Mejor actor protagónico        | David Zepeda                                                             | Nominado   |
| 2019 | Mejor villano                  | Julián Gil                                                               | Nominado   |
| 2019 | Mejor primer actor             | Guillermo García Cantú                                                   | Nominado   |
| 2019 | Mejor actriz coestelar         | Altair Jarabo                                                            | Nominada   |
| 2019 | Mejor actor coestelar          | José María Torre                                                         | Nominado   |
| 2019 | Mejor guion o adaptación       | Mónica Agudelo, José Alberto Castro, Vanesa Varela, y Fernando Garcilita | Nominados  |
| 2019 | Mejor dirección de cámaras     | Bernardo Najera y Mauricio Manzano                                       | Nominados  |
| 2019 | Mejor reparto                  | José Alberto Castro                                                      | Nominado   |
| 2020 | Mejor telenovela               | José Alberto Castro                                                      | Nominado   |
| 2020 | Mejor primer actor             | Guillermo García Cantú                                                   | Nominado   |
| 2020 | Mejor guion o adaptación       | José Alberto Castro, Vanessa Varela y Fernando Garcilita                 | Nominados  |
| 2020 | Los favoritos del público 2020 |                                                                          |            |
| 2020 | El villano más guapo           | Julián Gil                                                               | Nominado   |
| 2020 | El más guapo                   | David Zepeda                                                             | Nominado   |
| 2020 | El maduro más guapo            | Guillermo García Cantú                                                   | Nominado   |
| 2020 | El mejor final                 | José Alberto Castro                                                      | Nominado   |
| 2020 | Mejor reparto                  | José Alberto Castro                                                      | Nominado   |